# Perenniporia compacta
Perenniporia compacta är en svampart som först beskrevs av Lee Oras Overholts, och fick sitt nu gällande namn av Ryvarden & Gilb. 1984. Perenniporia compacta ingår i släktet Perenniporia och familjen Polyporaceae.   Inga underarter finns listade i Catalogue of Life.